# Municipio de Beverīna
El municipio de Beverīnas (en Letón: Beverīnas novads) es uno de los ciento diez municipios de Letonia. Se encuentra localizado en el suroeste de dicho país báltico y fue creada durante el año 2009 después de una reorganización territorial. La capital es la villa de Kauguri.

## Ciudades y zonas rurales
- Brenguļu pagasts (zona rural)
- Kauguru pagasts (zona rural)
- Trikātas pagasts (zona rural)

## Población y territorio
Su población se encuentra compuesta por un total de 3.567 personas (2009). La superficie de este municipio abarca una extensión de territorio de unos 301,8 kilómetros cuadrados. La densidad poblacional es de 11,82 habitantes por cada kilómetro cuadrado.